# Герб Лозового Яру
Герб Лозового Яру — геральдичний символ Лозового Яру Яготинського району Київської області (Україна). Герб затверджений сесією сільської ради (автор - О. Желіба).

## Опис
Щит розсічено на зелене та синє півполя, поверх яких зображено золотий сніп пшениці, оточений зверху золотим сонцем, та порваними чорними кайданами справа та зліва. Щит накладено на бароковий картуш, що увінчаний золотою хлібною короною.
Допускається використання герба без картуша та корони.
Допускається використання герба з додаванням вінка із оберемків качалок рогози обабіч щита та двох кетягів калини знизу, що перевиті синьою стрічкою з написом золотими літерами “ЛОЗОВИЙ ЯР”.

## Трактування
- синьо-зелене поле щита – промовиста назва села: Лозовий (зелений колір уособлення лози) Яр (синій колір уособлення води, яка утворює яри);
- хлібний сніп – символ достатку, основного заняття лозовоярівців – землеробства;
- золоте сонце – стародавній оберіг русинів, символ спадкоємності регіону від часів Переяславського князівства, символ тепла, світла, добра, злагоди, врожаю., надії, щастя;
- розірвані кайдани – символ бунтівних селян, які боролися з кріпацтвом і позбулися його, ознака того, що мешканці Лозового Яру ніколи не погодяться надягти кайдани;
- картуш – декоративна прикраса, що виконана в стилі козацького бароко; згадка про те, що село було засноване саме в козацькі часи;
- золота хлібна корона – символ місцевого самоврядування й достатку мешканців села;
- оберемки рогози – втілення приводойменної рослинності, на яку багатий лозовоярівський регіон;
- кетяги калини – символ краси, кохання, дівоцтва, рідного краю;
- синя стрічка – символ водних ресурсів регіону.